# Générations famille
Générations famille est une émission de télévision française présentée par Karine Le Marchand et dont trois numéros ont été diffusés sur M6 fin 2009 en première partie de soirée.

## Diffusion
Trois émissions sont diffusées le lundi soir en première partie de soirée entre le 30 novembre 2009 et le 14 décembre 2009.
Mi-décembre 2009, M6 annonce l'arrêt de Générations famille après trois premières émissions de test, faute d'audiences.

## Principe
Générations famille aborde de grands thèmes de société et s'intéresse à leurs répercussions sur les relations familiales.  Ce magazine entend ainsi s’intéresser avant tout aux relations humaines. 
L'émission propose une enquête de 52 minutes suivi d'un débat en plateau  destiné à décrypter le sujet. Ce débat réunit à la fois des témoins et des spécialistes pour apporter un éclairage sur le sujet traité.

## Émissions
| N° | Date             | Sujet traité                                                               | Téléspectateurs | Part de marché         |
| -- | ---------------- | -------------------------------------------------------------------------- | --------------- | ---------------------- |
| 1  | 30 novembre 2009 | « Anorexie, boulimie, obésité : quand les kilos sont une obsession »       | 1 951 000       | 7,4 %                  |
| 2  | 7 décembre 2009  | « Violence dans le couple : comment s'y opposer, comment en sortir ? »     | 2 614 000       | 10,5 %                 |
| 3  | 14 décembre 2009 | « Surprise dans la famille : quand les seniors se prennent pour des ados » | 1 996 000       | 7,7 %[réf. nécessaire] |

## Commentaires
- Au moment de son arrêt, M6 envisageait de reconduire le programme en seconde partie de soirée [5].

- Bibiane Godefroid, directrice générale des programmes de M6, au sujet de l’arrêt de l’émission : « Ça n’a pas marché. Il était osé d’essayer de recréer un nouveau magazine d’information en première partie de soirée, il y en a tous les jours sur toutes les autres chaînes, (…) on avait envie d’en créer un autre sur le thème de la famille. (…) C’est un échec, on avait prévu trois émissions avant Noël pour tester, ça n’a pas marché et on arrête. Quand le public n’a pas envie, il ne faut pas insister. »[5]